# Aeroportul Hendrik Van Eck
Aeroportul Hendrik Van Eck (IATA: PHW, ICAO: FAPH) este un aeroport din Provincia Limpopo, Africa de Sud ce deservește zona Phalaborwa.
Situat la o altitudine de 436 m, aeroportul dispune de o singură pistă.